# Saijō Yaso
Saijō Yaso (西條 八十) est un chanteur et poète japonais.

## Biographie
Saijō Yaso obtient son diplôme de fin d'études à l'université Waseda. Pendant ses études, il écrivait déjà des articles pour le magazine littéraire du Waseda Bungaku (早稲田文) et devint membre du groupe Mirai (未来) (en français : « avenir »). Il publie son premier recueil de poèmes en 1919 sous le nom de Sakin (砂金) (littéralement en français par « Poussière d'or »). Dans les années 1920, il commence à écrire pour Akai Tori (赤い鳥) (en français : « Oiseau rouge »). Il s'agissait d'un magazine pour enfants influent, publié par Suzuki Miekichi, pour lequel Kitahara Hakushū et Noguchi Ujō écrivent d'importantes contributions sous forme de chansons pour enfants.
Entre 1924 et 1926, Saijō étudie en France à la Sorbonne. Il y rejoint les symbolistes français, devient l'ami de Paul Valéry et compose lui-même des poèmes symbolistes. À son retour, il devient professeur assistant de français à son alma mater, puis professeur en 1931. À partir des années 1930, et surtout dans les dernières années de sa vie, il écrit des textes lyriques, y compris des poèmes militaires, que des labels mettent en musique.
Saijō publie une série de recueils de poèmes, dont, en 1922, Rōningyō (蝋人形) (trad. « Poupées de cire »), Mishiranu koibito (見知らぬ愛人) (trad. « Amant inconnu » ; 1922), Utsukushiki sōshitsu (美しき喪失) (Perte de la beauté ; 1929), Kigiku no yakata (黄菊の館) (trad. « Villa des chrysanthèmes jaunes »), Ichiaku no hari (一握の玻璃) (traduit en français par Une poignée de verre ; 1947), également un recueil de comptes rendus sur Arthur Rimbaud,. 